# Acalolepta wittmeri
Acalolepta wittmeri är en skalbaggsart som beskrevs av Stefan von Breuning 1975. Acalolepta wittmeri ingår i släktet Acalolepta och familjen långhorningar. Inga underarter finns listade i Catalogue of Life.